# Caroline de Hesse-Homburg

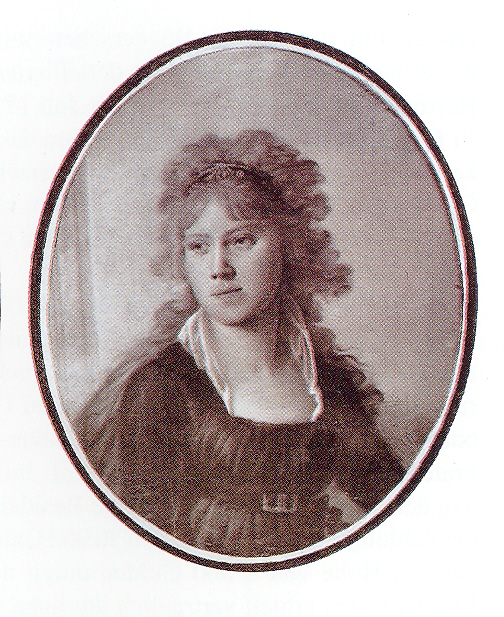
Caroline de Hesse-Homburg

Caroline de Hesse-Homburg (1771 – 1854) a fost fiica lui Frederic al V-lea, Landgraf de Hesse-Homburg și a soției acestuia,  Caroline de Hesse-Darmstadt.

## Biografie
Ea s-a căsătorit în 1791 cu Louis Frederick al II-lea, Prinț de Schwarzburg-Rudolstadt. Cuplul a avut cinci copii: 
- Friedrich Günther, Prinț de Schwarzburg-Rudolstadt (6 noiembrie 1793 - 28 iunie 1867); s-a căsătorit prima dată cu Prințesa Auguste de Anhalt-Dessau; au avut copii. A doua oară s-a căsătorit cu contesa Helene de Reina; au avut copii. A treia oară s-a căsătorit cu Marie Schultze
- Thekla de Schwarzburg-Rudolstadt (23 februarie 1795 - 4 ianuarie 1861); s-a căsătorit cu Otto Victor, Prinț de Schönburg-Waldenburg; au avut copii
- Caroline de Schwarzburg-Rudolstadt (7 noiembrie 1796 - 18 decembrie 1796); a murit la mai puțin de două luni
- Albert, Prinț de Schwarzburg-Rudolstadt (30 aprilie 1798 - 26 noiembrie 1869); s-a căsătorit cu Prințesa Augusta de Solms-Braunfels
- Rudolph de Schwarzburg-Rudolstadt (23 iunie 1801 - 21 iulie 1818); a murit necăsătorit

Caroline a murit la vârsta de 82 de ani, la Rudolstadt, Thuringia, Germania.